# Socjoterapia
Socjoterapia lub terapia społeczna – metoda leczenia zaburzeń psychicznych polegająca na wykorzystywaniu oddziaływań natury społecznej.
Socjoterapia jest jedną z form pomocy psychologicznej adresowanej do dzieci i młodzieży, przejawiających różnorodne zaburzenia i trudności w funkcjonowaniu psychospołecznym. Uruchamia ona czynniki pomocowe, które wynikają zarówno z roli samego socjoterapeuty jak również z procesów, zachodzących wewnątrz małej grupy (Jankowiak, Soroko, 2013).
Celem socjoterapii może być sam chory (np. jego nieumiejętność współdziałania z otoczeniem) lub układy społeczne, które go otaczają (np. rodzina, społeczność lokalna), jeżeli przez swą dysfunkcjonalność wyzwalają, potęgują lub utrwalają objawy choroby. 
Udział terapii społecznej w planie leczenia może być różny: 
- czasem stara się ona poszerzyć dostępny choremu zakres umiejętności społecznych (trening umiejętności społecznych, terapia zajęciowa, świetlice socjoterapeutyczne, terapia pracą);
- czasem modyfikować otaczające chorego układy (praca z rodziną);
- albo też czasowo lub trwale zastępować utrwalone nieprawidłowe układy (stowarzyszenia i kluby pacjentów, opieka rodzinna);